# Hausen (Neu-Ulm)
Hausen ist ein Gemeindeteil der Großen Kreisstadt Neu-Ulm im schwäbischen Landkreis Neu-Ulm in Bayern.

## Lage
Das Kirchdorf Hausen liegt etwa sieben Kilometer südöstlich des Hauptortes Neu-Ulm.

## Geschichte
Um 1573 ließ der Ulmer Patrizier Roth Schloss Hausen als Sitz errichten. Die selbständige Gemeinde Hausen wurde am 1. April 1976 aufgelöst und nach Neu-Ulm eingemeindet.

## Baudenkmäler
In der Liste der Baudenkmäler in Neu-Ulm sind für Hausen zehn Baudenkmäler aufgeführt.